# Jesús Rey
Jesús Rey González, detto Suso (Foz, 11 gennaio 1974), è un allenatore di calcio a 5 e preparatore atletico spagnolo.

## Carriera
Laureato in educazione fisica, tra il 2000 e il 2009 ricopre il ruolo di preparatore atletico in varie squadre spagnole, tra le quali Burela e Azkar Lugo.
Nel 2009 consegue il patentino di allenatore di terzo livello e, sempre nello stesso anno, è nominato tecnico del Burela in Segunda División. Rimane sulla panchina arancio per due stagioni, raggiungendo entrambe le volte i play-off.
Tra il 2011 e il 2013 rimane al Burela, ma con il ruolo di preparatore e vice allenatore di Juanlu Alonso.
Nell'autunno del 2013 subentra alla guida del Superti-A Pontenova, in Tercera División, portando la squadra alla salvezza. La stagione successiva arriva la prima esperienza in Primera División, come preparatore atletico e vice allenatore del Prone Lugo.
Nel 2015 è nominato allenatore dell'O Esteo e, allo stesso tempo, preparatore dell'O Parrulo in Segunda División.
Nell'autunno del 2016 arriva la prima esperienza all'estero, con la chiamata a sostituire il dimissionario David Madrid al Prato, in Serie A2. A fine stagione è confermato sulla panchina dei lanieri.